# Niemrawiec prążkowany
Niemrawiec prążkowany (Bungarus multicinctus) − gatunek jadowitego węża z rodziny zdradnicowatych (Elapidae).
Gatunek występuje na obszarze Półwyspu Indochińskiego, Tajwanu i południowej części Chin (w tym na wyspie Hajnan). Dorosłe osobniki dorastają zazwyczaj do ok. 90 cm długości (maksymalnie 150 cm). Grzbiet koloru ciemnego z wieloma żółtawymi poprzecznymi pasami, brzuch biały. Aktywny nocą. Jad gada jest bardzo silny, zawiera α-bungarotoksyny. Ukąszenie powoduje u ludzi paraliż, a następnie niewydolność oddechową, która może prowadzić do śmierci.

## Systematyka
Jest to gatunek monotypowy; niektórzy autorzy za jego podgatunek uznawali Bungarus wanghaotingi, który ma obecnie status odrębnego gatunku.